# メッカ・メトロ
メッカ・メトロ（英: Mecca Metro）またはマッカ・メトロ（アラビア語: قطار المشاعر المقدسة、英: Makkah Metro）は、サウジアラビア王国（通称：サウジアラビア）の都市マッカ（メッカ）にて計画中の、マッカ・マス・レール・トランジット社 (MMRTC:Makkah Mass Rail Transit Company) が所有する4路線のメトロ・システムである。
当メトロは、統合バス・サービスも含まれる、620億リヤルのマッカ公共交通プログラム (MPTP:Makkah Public Transport Programme) の一部を成している。
当メトロの新しい4路線は、既存のAl Mashaaer Al Mugaddassah Metro Southern Line (MMMSL) に追加するとされる。
MMMSL は、ハッジのときのみ運行される、2010年11月に開業したマッカ、アラファト、ムズダリファおよびミナを結ぶ、延長18.1kmの路線である。建設を請け負った中国鉄建の中国人労働者1200人は異教徒の立ち入りを禁ずるメッカ入りのためにイスラム教に入信した。車両は中国の長春軌道客車製の電車が使われた。

## 計画
2012年8月、当システムのメトロ4路線（延長182km）の建設費としてサウジ政府が165億米ドルを承認したことが発表された。
政府の資金調達の発表では、全体の拡大には10年掛かるだろうと述べられている。
入札のための招待状は、2013年1月に発行されることになった。
2015年より建設が開始されると当初予想された事業で、新しい4路線が建設されることになっている。
- A線 - 西から南へとマッカと大きな立体駐車施設を結ぶ。
- B線 - ミナとマッカの間を直線で連絡する。
- C線 - 北への大きな環状線を通じて、ミナとマッカの西側を結ぶ。
- D線 - 北に直線の延長線があるマッカ環状線[6]。

しかしながら、計画中のメトロ網の4路線（現在は延長188km）の事業は、2016年に開始されると現在予想されている。
MMRTC は第1段階時に、コンサルティング・サービスを提供するためにPrasarana Malaysiaを任命しており、2019年までに合計45.1キロメールのメトロ2路線および22駅の建設をカバーすることになっている。